# Spirorhabdia alata
Spirorhabdia alata är en svampdjursart som beskrevs av Vacelet, Vasseur och Claude Lévi 1976. Spirorhabdia alata ingår i släktet Spirorhabdia och familjen Crellidae.
Artens utbredningsområde är havet kring Madagaskar. Inga underarter finns listade i Catalogue of Life.